# Edward Arthur Thompson
Edward Arthur Thompson (ur. 22 maja 1914 w Waterford, zm. 1 stycznia 1994 w Nottingham) – brytyjski historyk, specjalizujący się w dziejach późnego antyku.
W 1936 roku ukończył Trinity College w Dublinie, gdzie następnie wykładał w latach 1939–1941. Później był wykładowcą na Swansea University (1941–1945), King’s College London (1945-1948) oraz University of Nottingham (1948-1979). W 1979 roku przeszedł na emeryturę.
Specjalizował się w dziejach późnego cesarstwa rzymskiego i jego relacjach z ludami barbarzyńskimi. W historiografii reprezentował podejście marksistowskie, zwracając szczególną uwagę na ekonomiczne podłoże procesów dziejów. Był członkiem Komunistycznej Partii Wielkiej Brytanii, z której wystąpił w 1956 roku.
W 1964 roku został członkiem Akademii Brytyjskiej.

## Publikacje
- 1985: Who was Saint Patrick?
- 1984: Saint Germanus of Auxerre and the end of Roman Britain
- 1982: Romans and Barbarians
- 1975: The Conversion of the Spanish Suevi to Catholicism
- 1969: The Goths in Spain
- 1966: The Visigoths in the Time of Ulfila
- 1965: The Early Germans
- 1952: Roman Reformer and Inventor: New Text of De Rebus Bellicis
- 1948: A History of Attila and the Huns (przekład polski: Hunowie, PIW, Warszawa 2015)
- 1947: Ammianus Marcellinus

## Publikacje w języku polskim
- Hunowie, oprac. i posł. opatrzył Peter Heather, przeł. Bogumiła Malarecka, Warszawa: Państwowy Instytut Wydawniczy 2015.